# Gallus Leith
Gallus Leith (Taufname Robert, bisweilen auch Lieth geschrieben; * 31. Dezember 1709 in Schottland; † 18. Oktober 1775 in Regensburg) war Professor der Theologie und Abt des Schottenklosters St. Jakob in Regensburg. 

## Leben
Er stammte aus einer adeligen schottischen Familie, sein Vater war Alexander Leith. Er kam als Elfjähriger am 26. Juli 1718 mit sieben anderen Jünglingen unter Führung des späteren Abtes Maurus Stuart in das Seminar des Schottenklosters St. Jakob. Hier absolvierte er zuerst seine Gymnasialstudien. Am 28. September 1725 wurde er eingekleidet und am 29. September 1726 legte er die Profeß ab. Von 1726 bis 1728 studierte er Philosophie in Erfurt und 1728–1732 Theologie in St. Jakob in Regensburg. Mit Dispens von der Alterserfordernis wurde er 1732 zum Priester geweiht. Danach studierte er Kirchenrecht an der Benediktineruniversität Salzburg. 

## Werk
In Salzburg war er zugleich Kaplan bei den Benediktinerinnen auf dem Nonnberg. Zurückgekehrt nach Regensburg unterrichtete er die Kleriker von St. Jakob in Philosophie. 1735 pilgerte er nach Rom. 1736 reiste er mit zwei schottischen Missionaren wiederum nach Rom, um gegen die Irrtümer des Jansenismus vorzugehen. Nach seiner Rückkehr aus Rom lehrte er 1737 wiederum Philosophie und Theologie in St. Jakob. Dem Schottenseminar stand er damals als Präfekt vor.
1740 ging er als Missionar nach Schottland. Nach dem Tod des Regensburger Abtes Bernard Baillie wurde er 1743 aufgefordert, nach Regensburg zurückzukehren und an der Wahl eines neuen Abtes teilzunehmen. Er weigerte sich jedoch, weil er zu Recht fürchtete, selbst gewählt zu werden. In Schottland fungierte er ab 1745 auch als „Gewissensrath“ (= Beichtvater) des Prinzen Charles Edward Stuart und begleitete diesen während des Jakobitenaufstands; auch diente er ihm in geheimer Mission für Reisen nach London. Nach dem für Charles Edward vernichtenden Ausgang der Schlacht bei Culloden 1746 gelang es Leith, unerkannt nach London zu entkommen. Versteckt in der Menge musste er die Hinrichtung seines einzigen Bruders mitansehen, dem man die Eingeweide herausriss und ins Feuer warf. Verkleidet als Bedienter des bayerischen Gesandtschaftssekretärs von Erdt gelangte er 1747 nach Regensburg zurück. Nach seiner Rückkehr aus England war er kurze Zeit als Beichtvater der Nikolaigemeinde in Erfurt tätig. Er versuchte aber im Oktober 1747, wieder in seinen Pastoralbezirk nach Schottland zurückzugelangen. Bei der Überfahrt von Holland aus wurde er aber entdeckt, verhaftet und nach London verbracht. Nach einem halben Jahr im Gefängnis wurde er unter der Bedingung, die Insel sofort zu verlassen, wieder freigelassen. Dieser Anordnung folgte er jedoch nicht, sondern begab sich zu seiner Gemeinde nach Schottland, wo er neun Jahre als Seelsorger und Missionar wirkte. Der Apostolische Vikar von Schottland schickte ihn noch einmal nach Regensburg, weil er glaubte, Abt Bernard Stuart vernachlässige die schottische Mission. Hier wurde er aber mit wenig Begeisterung aufgenommen und so reiste er zum Heiligen Stuhl weiter, um von Papst Benedikt Unterstützung zu erhalten. Dieser schickte ihn jedoch in die Mission nach Schottland zurück. 
Nach dem Tod von Abt Bernhard Stuart wurde er vom Konvent am 2. Juni 1756 in Abwesenheit einstimmig zum Abt des Schottenklosters St. Jakob in Regensburg gewählt. Am 12. November 1756 traf er in Regensburg ein und wurde, nachdem er vom römischen Konsistorium präkonisiert und seine Wahl bestätigt war, am 16. Januar 1757 zum Abt geweiht. 
Zugleich wurde er Abt des Schottenklosters in Erfurt, Generalpräses aller Schottenklöster in Oberdeutschland und Propst von Kelheim. 
Über ihn heißt es: „Als Abt zeichnete er sich durch Anspruchslosigkeit, Demuth, Arbeitsamkeit, Andacht und Tugendübungen jeder Art so aus, daß er sich die Liebe, Hochachtung und Bewunderung nicht nur seiner Untergebenen erwarb, sondern im 66 Jahre seines Lebens allgemein betrauert starb 18. Oktober 1775.“